# Aneura ciliolata
Aneura ciliolata là một loài rêu trong họ Aneuraceae. Loài này được Spruce mô tả khoa học đầu tiên năm 1885.